# 럭비공
럭비공은 럭비에 사용되는 길다란 공이다.

## 역사
럭비 스쿨의 리처드 린든(Richard Lindon)과 윌리엄 길버트(William Gilbert)는 돼지 방광에 네 조각의 가죽을 손으로 꿰매어 럭비 경기에 사용할 럭비공을 만들었다. 럭비공의 독특한 모양새는 초창기의 공이 (지금보다는 좀 더 구형에 가까웠다 하더라도) 돼지 방광의 모양을 크게 벗어날 수 없었던 데에서 기인한 것이라 한다. 물론, 크기도 사용한 돼지 방광의 크기에 좌우되었다.
1870년대까지 럭비공은 바람을 불어넣은 돼지 방광이 주로 사용되었지만, 리처드 린든은 바람을 불어넣은 고무공을 고안하였다. 하지만 고무공도 쉽사리 변형되었기 때문에 구형이었던 공은 타원형으로 바뀌곤 했다. 1892년 럭비 풋볼 유니온(RFU)에서는 타원형의 공을 공식적으로 규정하게 된다. 그 후로, 럭비공은 점점 지금과 같이 점점 더 길쭉해져 왔다.

## 럭비 유니온
대부분의 나라에서 럭비공이라 불리는 타원체형의 공은 럭비 유니온에서 사용되는 공이다. 처음에는 갈색 가죽공이 사용되었지만, 지금은 다양한 색상의 공이 사용된다. 공의 규격은 원주의 길이가 짧은 쪽 '28~30 cm(11~11.8 in) × 긴 쪽58 ~62 cm(22.8~24.4 in)'인 공으로 규정되어 있다. 무게는 410~460 g(14.5~16.2 온스) 사이이며, 내압은 65.71~68.75 kPa (9.5~10 psi)이다.
1980년대 이후로는 물에 젖기 쉬운 가죽공보다 방수가 가능한 인조가죽이 재료료 사용되고 있다.

## 럭비 리그

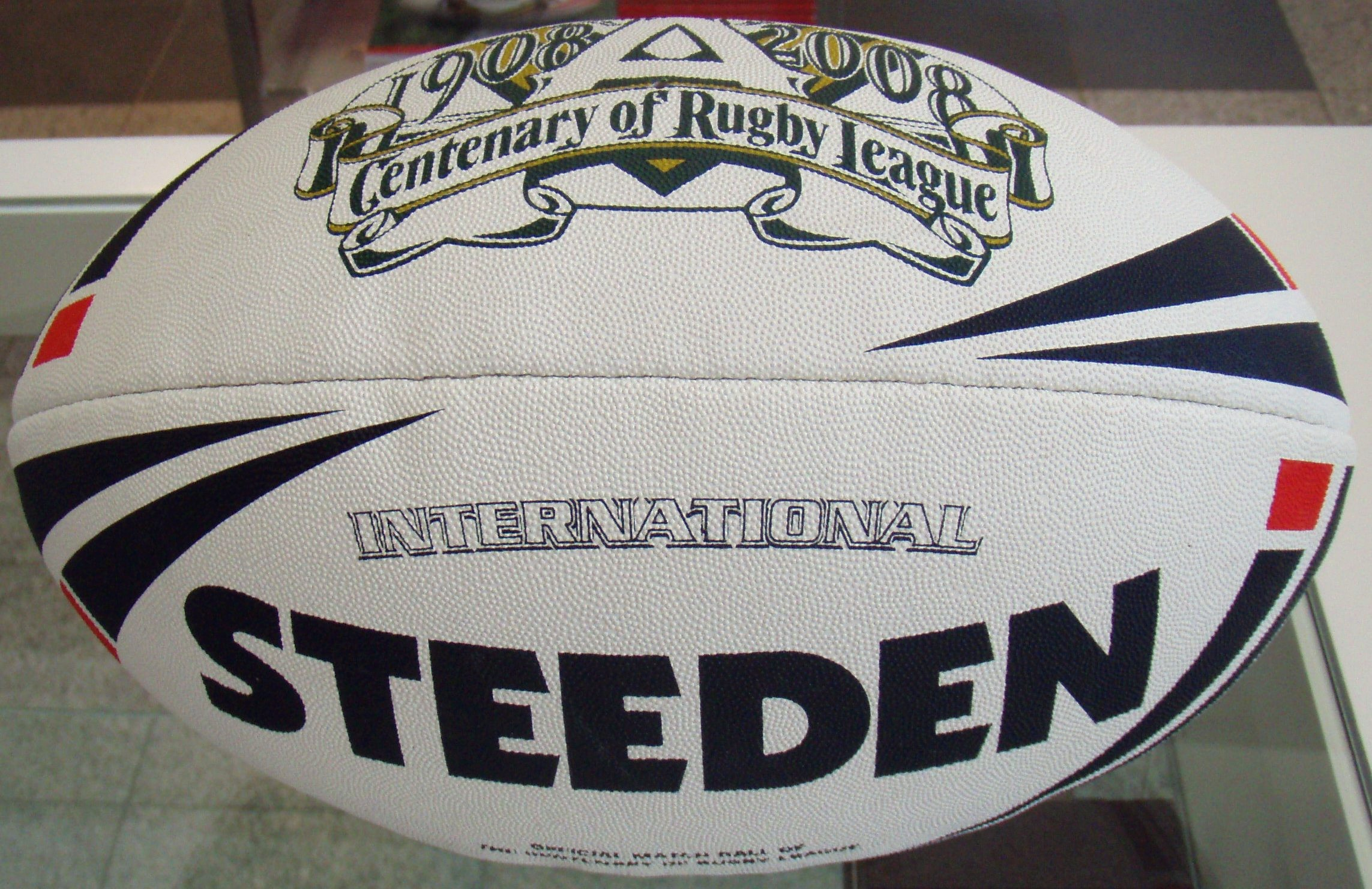
럭비 리그에서 사용되는 럭비공

럭비 리그에서는 길쭉한 회전타원체 모양의 공을 사용한다. 럭비 리그에서도 전통적으로 갈색 가죽공이 사용되었지만, 현대에는 다양한 색상으로 채색된 인조가죽 공이 사용되고 있다. 럭비 리그공은 보통 국제 규격(international size) 또는 5호(size 5)라 불리는 공이 사용되는데, 원주의 규격이 27 cm × 60 cm 인 공이다. 공의 무게는 보통 383 g에서 440 g 사이이다. 럭비 리그공은 럭비 유니온보다 양 꼭짓점이 좀 더 뾰족하며 미식축구공보다 크다.

## 같이 보기
- 축구공

## 참고
1. ↑  Oliver Price (2006년 2월 5일). “Blood, mud and aftershave”. The Observer Sunday. Section B is for Ball
2. ↑  대한럭비협회 경기규칙위원회 (2003년). “럭비경기규칙 제2조. 볼” (PDF). 대한럭비협회. 2008년 1월 4일에 확인함.[깨진 링크(과거 내용 찾기)]